# QRP

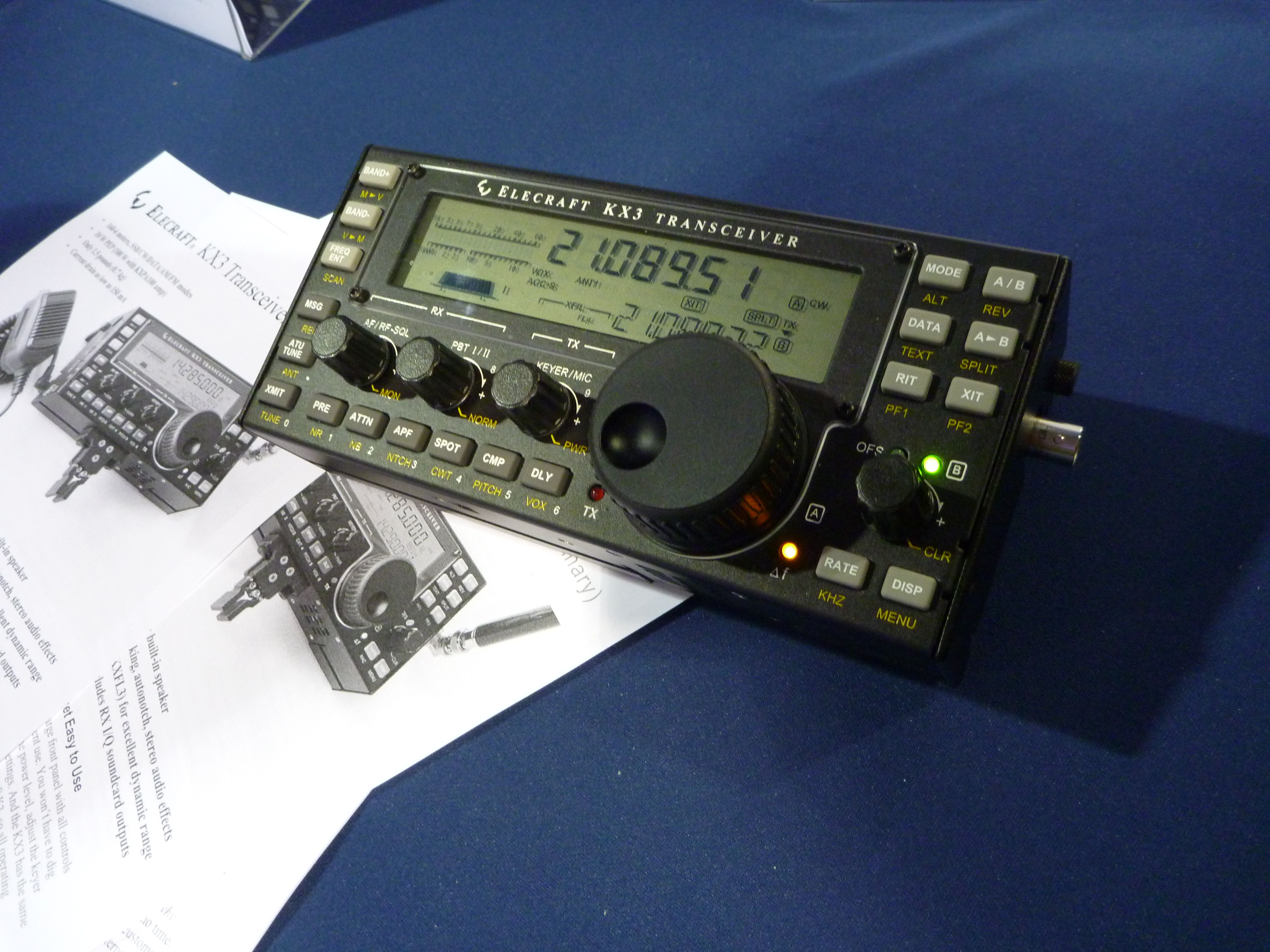
Bausatz-Sendeempfänger für Kurzwelle Elecraft KX3

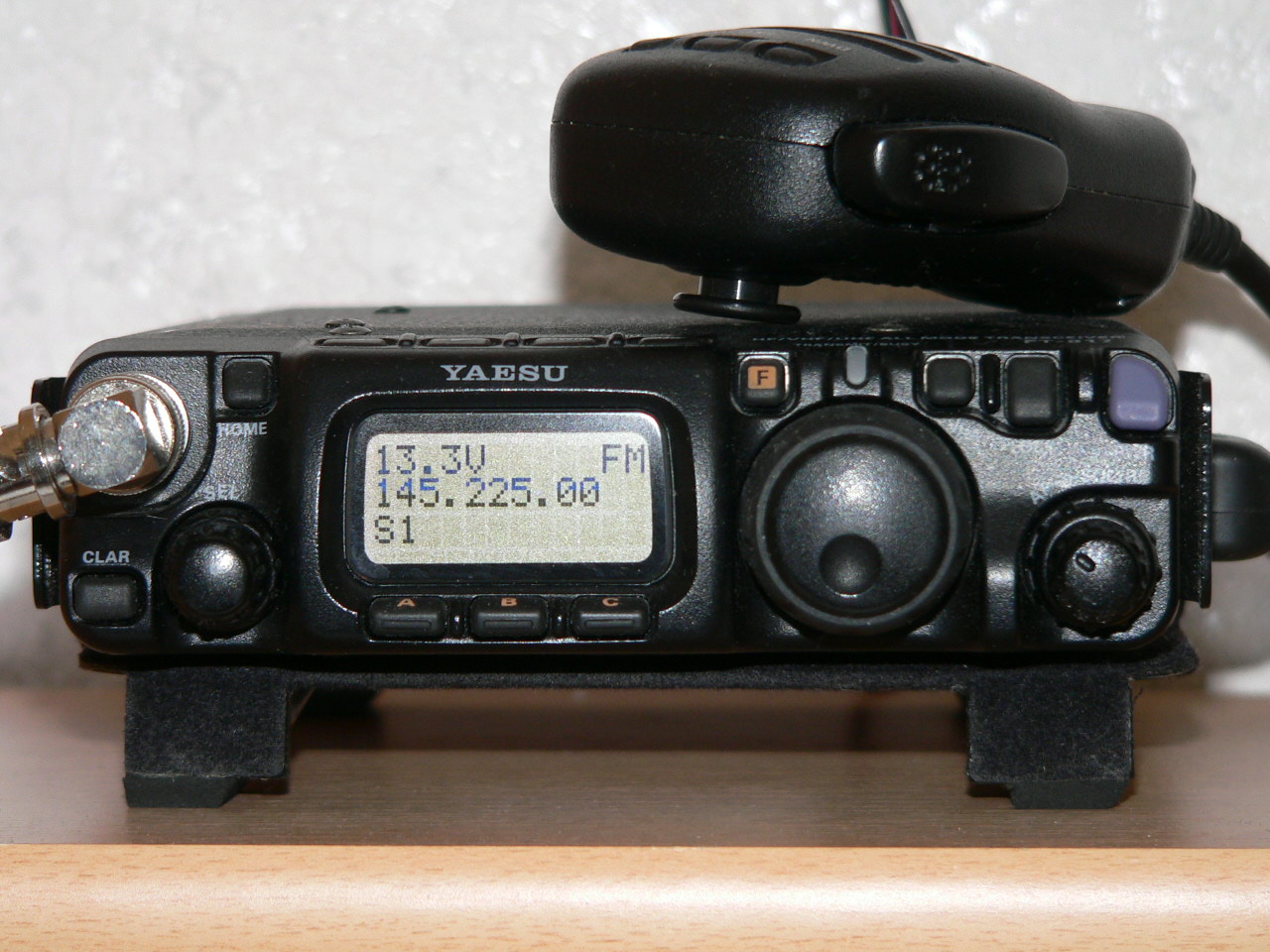
Yaesu FT-817ND

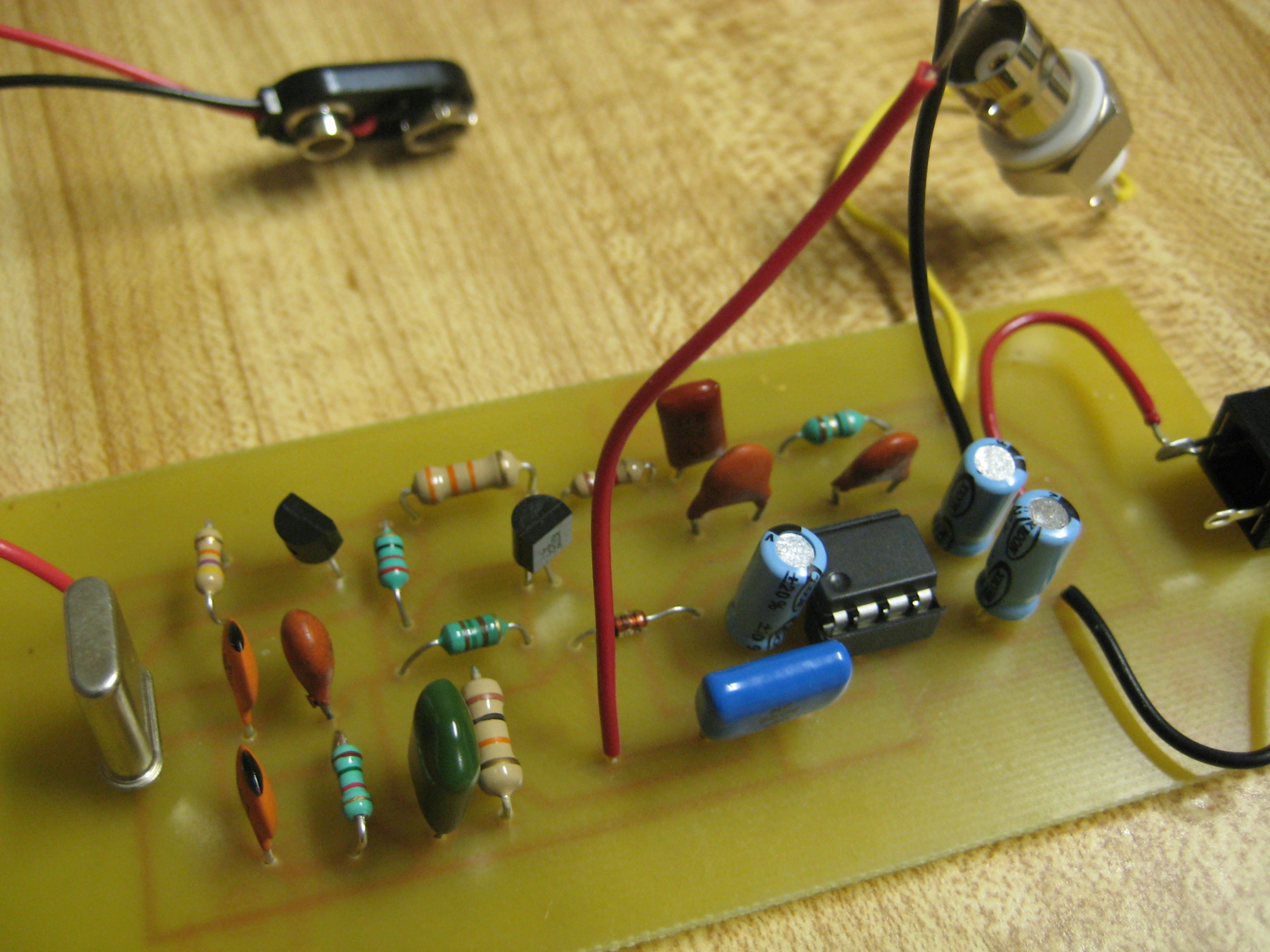
Selbstbau-Sendeempfänger für Morsetelegrafie

Mit QRP wird im Amateurfunk der Sendebetrieb mit kleiner Leistung bezeichnet. Das Kürzel, im Funkverkehr benutzt, bedeutet: „Verringern Sie [bitte] die Sendeleistung!“. Wird ein Fragezeichen angefügt (QRP?) bedeutet es: „Soll ich die Sendeleistung verringern?“
QRP ist das Pendant zu QRO, das das Gegenteil bedeutet. Beide Kürzel sind Bestandteile des häufig verwendeten Q-Schlüssels.

## Funksport
Die funksportliche Herausforderung bei QRP-Betrieb liegt darin, mit möglichst kleiner Sendeleistung maximale Distanzen zu überbrücken. Definitionsgemäß darf die Senderausgangsleistung 5 W bei CW und 10 W bei SSB nicht überschreiten. Hierbei kommt der Wahl der Antenne und des Standorts eine besondere Bedeutung zu.
Rekorde werden oft durch Ausnutzung spezifischer ionosphärischer Bedingungen erzielt. So kam 2001 eine QRP-Verbindung in CW und SSB (jeweils 5 W – das ist in etwa die Leistung eines Autorücklichts) im 20-m-Band über 22.593 km zwischen Griechenland (SV1UY) und Neuseeland (ZL1BK) zustande. Dabei wurden die Funkwellen mehrfach innerhalb der – auf der Nachtseite der Erde stabilen – F-Schicht in der Ionosphäre reflektiert (sogenannter chordal hop). Die Verbindung kam dementsprechend nicht auf dem direkten, sondern auf dem indirekten, „langen“ Weg zustande.
Es kann mit allen Funkgeräten QRP-Betrieb getätigt werden, wenn deren regelbare Sendeausgangsleistung auf oben genanntes Niveau reduziert wird. Auch stellt die Industrie Geräte her, die sich für QRP einsetzen lassen, wenn die maximale QRP-Ausgangsleistung bauartbedingt nicht erreicht bzw. überschritten wird. Einige dieser Geräte, wie zum Beispiel das Yaesu FT-817, sind mit Akkumulatoren oder Batterien ausgestattet, um Funkbetrieb von unterwegs zu ermöglichen.

## Vor- und Nachteile

### Nachteile
- Schwache Signale, wie sie ein QRP-Sender kleiner Leistung produziert, werden häufig von Störungen aller Art überlagert, was den Empfang bedeutend erschwert. Außerdem „verschwindet“ ein schwaches Signal leicht durch Schwankungen der Stabilität des Übertragungsweges, es unterliegt einem Schwund (Fading). Damit sinkt die Wahrscheinlichkeit einer sicheren Funkverbindung.
- Bei schwachen Signalen ist die übertragene Information oft schlecht lesbar, daher bereitet es Schwierigkeiten, sich zu unterhalten. Manchmal gelingt es lediglich, nicht viel mehr als das Rufzeichen zu übermitteln. Hierzu muss erwähnt werden, dass bei QRP-Betrieb oft schon die Tatsache der Funkverbindung an sich die Verbindungsinhalte ersetzt, die eine sichere Verbindung geboten hätte.
- Nicht jeder Funkpartner bringt Verständnis für die höhere Mühe auf, die erforderlich ist, um eine Gegenstation aufnehmen zu können, die durchaus auch mit höherer Leistung hätte senden können.

### Vorteile
- Ein Reiz von QRP liegt darin, nicht mit hoher Leistung zu arbeiten, wenn es mit QRP noch brauchbar geht.
- Ein QRP-Sender mit kleiner Ausgangsleistung verbraucht wenig Energie und ist in der Regel klein, leicht, einfach im Aufbau (Selbstbau) und ggf. batteriebetrieben.
- Von QRP-Sendern gehen aufgrund der geringen Sendeleistung weniger Störungen und Beeinflussung anderer Geräte aus.
- Mit den meist leichtgewichtigen Sendeempfängern ist ein einfacher Portabelbetrieb möglich.[5]

## Selbstbau
Ein Vorteil des Funkbetriebs mit geringer Sendeleistung ist die Einfachheit des Selbstbaus von Funkgeräten. Dies spiegelt sich sowohl in einem großen Angebot an Bausätzen wie auch an reichhaltiger Literatur (Magazine und Bücher) zum Thema mit Selbstbau-Anregungen wider. Die Bausätze sind wegen der zum Einsatz kommenden geringen Spannungen und Ströme ohne großes Risiko für die Gesundheit und mit moderaten Kosten aufzubauen, erfordern ein weitaus profunderes Verständnis über Elektronik und Hochfrequenztechnik sowie handwerkliches Geschick im Aufbau von elektronischen Schaltungen als die grundlegenden Kenntnisse, die bei der Amateurfunkprüfung abgefragt werden.

## Betriebsarten
Für einfache Geräte mit geringer Sendeleistung eignet sich die Morsetelegrafie überaus gut, da sie technisch leicht zu realisieren ist und weil ein schwaches Sendesignal auf der Empfängerseite ohne weitere Technik zur Decodierung aufgenommen werden kann. Weitere digitale Betriebsarten sind ebenfalls bestens für QRP geeignet, benötigen aber vergleichsweise aufwendige Encoder/Decoder, die üblicherweise in Software auf einem angeschlossenen Computer implementiert sind. Darunter fallen unter anderem WSPR und PSK-Varianten, unter letzteren ist PSK31 und insbesondere FT8 weit verbreitet. Generell werden jedoch alle Betriebsarten (Modulationsarten) in QRP verwendet.

## Varianten
Für die weitere Beschränkung der Sendeleistung haben sich ebenfalls Begriffe abhängig von der verwendeten Leistung etabliert. So spricht man bei 1 W und weniger von QRPP oder VLP (für: very low power), bei 100 mW oder weniger von Milliwatting oder QRPpp, wobei die Definition für die Grenze zum Milliwatting weniger gefestigt ist als die für QRP.